# Danh sách quốc gia theo tính tự do kinh tế
Bài viết này bao gồm một danh sách của các quốc gia trên thế giới sắp xếp của họ theo tự do kinh tế, khi đo bằng chỉ số tự do kinh tế và các báo cáo về tự do kinh tế trên thế giới.

## Danh sách các nước theo mức tự do kinh tế
Số liệu chính được lấy từ nguồn Chỉ số tự do kinh tế (Index of Economic Freedom)